# Whitechapel (musikgrupp)
Whitechapel är ett amerikanskt deathcoreband uppkallad efter Whitechapel-distriktet i östra London. Gruppen grundades 2006 av Phil Bozeman och Ben Savage och består förutom dem av Alex Wade, Zach Householder, basisten Gabe Crisp, och trummisen Ben Harclerode. 
Bandet har släppt fyra studioalbum, fem musikvideor och har för närvarande kontrakt med Metal Blade Records. Whitechapels 2010 album A New Era of Corruption, sålde cirka 10 600 exemplar i USA i sin första veckan och debuterade på plats nr 43 på Billboard 200 diagrammet. Bandets självbetitlade fjärde album släpptes den 19 juni 2012 och debuterade som nr 47 på Billboard 200.

## Medlemmar
Nuvarande medlemmar
- Gabe Crisp – basgitarr (2006– )
- Ben Savage – gitarr (2006– )
- Alex Wade – gitarr (2006– )
- Phil Bozeman – sång (2006– )
- Zach Householder – gitarr (2007– )
- Alex Rüdinger – trummor (2021– )

Tidigare medlemmar
- Derek Martin – trummor (2006–2007)
- Brandon Cagle – gitarr (2006–2007)
- Kevin Lane	– trummor (2007–2010)
- Ben Harclerode – trummor (2011–2017)

Turnerande medlemmar
- Gavin Parsons – trummor (2010–2011)
- Jonathan Huber – sång (2010)
- Anthony Barone – trummor (2017)
- Chason Westmoreland – trummor (2017)
- Alex Rüdinger – trummor (2019–2021)

## Diskografi
Demo
- 2006 – Demo 1
- 2006 – Demo 2

Studioalbum
- 2007 – The Somatic Defilement
- 2008 – This Is Exile
- 2010 – A New Era of Corruption
- 2012 – Whitechapel
- 2014 – Our Endless War
- 2016 – Mark of the Blade
- 2019 – The Valley
- 2021 – Kin

Livealbum
- 2015 – The Brotherhood of the Blade

EP
- 2011 – Recorrupted

Samlingsalbum
- 2016 – 2006 Demos